# Major League Soccer 2006
La Major League Soccer 2006 è stata l'undicesima edizione del campionato di calcio statunitense.
Gli Houston Dynamo hanno fatto il loro esordio nella Major League Soccer, mentre i New Jersey MetroStars hanno cambiato il loro nome in New York Red Bulls in seguito all'acquisizione da parte della Red Bull.

## Regular Season

### Classifica della Eastern Conference
|  |    | Classifica Eastern | Pt | G  | V  | N  | P  | GF | GS | DR  |
|  | -- | ------------------ | -- | -- | -- | -- | -- | -- | -- | --- |
|  | 1. | D.C. United        | 55 | 32 | 15 | 10 | 7  | 52 | 38 | +14 |
|  | 2. | N.E. Revolution    | 48 | 32 | 12 | 12 | 8  | 39 | 35 | +4  |
|  | 3. | Chicago Fire       | 47 | 32 | 13 | 8  | 11 | 43 | 41 | +2  |
|  | 4. | N.Y. Red Bulls     | 39 | 32 | 9  | 12 | 11 | 41 | 41 | 0   |
|  | 5. | K.C. Wizards       | 38 | 32 | 10 | 8  | 14 | 43 | 45 | -2  |
|  | 6. | Columbus Crew      | 33 | 32 | 8  | 9  | 15 | 30 | 42 | -12 |

Legenda:

      Campione della Eastern Conference Regular Season.

### Classifica della Western Conference
|  |    | Classifica Western | Pt | G  | V  | N  | P  | GF | GS | DR  |
|  | -- | ------------------ | -- | -- | -- | -- | -- | -- | -- | --- |
|  | 1. | FC Dallas          | 52 | 32 | 16 | 4  | 12 | 48 | 44 | +4  |
|  | 2. | Houston Dynamo     | 46 | 32 | 13 | 9  | 10 | 52 | 44 | +4  |
|  | 3. | Chivas USA         | 43 | 32 | 10 | 13 | 9  | 45 | 42 | +3  |
|  | 4. | Colorado Rapids    | 41 | 32 | 11 | 8  | 13 | 36 | 49 | -13 |
|  | 5. | L.A. Galaxy        | 39 | 32 | 11 | 6  | 15 | 37 | 37 | 0   |
|  | 6. | Real Salt Lake     | 39 | 32 | 10 | 9  | 12 | 45 | 49 | -4  |

Legenda:

      Campione della Western Conference Regular Season.

### Classifica generale
|  |     | Classifica Generale | Pt | G  | V  | N  | P  | GF | GS | DR  |
|  | --- | ------------------- | -- | -- | -- | -- | -- | -- | -- | --- |
|  | 1.  | D.C. United         | 55 | 32 | 15 | 10 | 7  | 52 | 38 | +14 |
|  | 2.  | FC Dallas           | 52 | 32 | 16 | 4  | 12 | 48 | 44 | +4  |
|  | 3.  | N.E. Revolution     | 48 | 32 | 12 | 12 | 8  | 39 | 35 | +4  |
|  | 4.  | Chicago Fire        | 47 | 32 | 13 | 8  | 11 | 43 | 41 | +2  |
|  | 5.  | Houston Dynamo      | 46 | 32 | 13 | 9  | 10 | 52 | 44 | +4  |
|  | 6.  | Chivas USA          | 43 | 32 | 10 | 13 | 9  | 45 | 42 | +3  |
|  | 7.  | Colorado Rapids     | 41 | 32 | 11 | 8  | 13 | 36 | 49 | -13 |
|  | 8.  | N.Y. Red Bulls      | 39 | 32 | 9  | 12 | 11 | 41 | 41 | 0   |
|  | 9.  | L.A. Galaxy         | 39 | 32 | 11 | 6  | 15 | 37 | 37 | 0   |
|  | 10. | Real Salt Lake      | 39 | 32 | 10 | 9  | 12 | 45 | 49 | -4  |
|  | 11. | K.C. Wizards        | 38 | 32 | 10 | 8  | 14 | 43 | 45 | -2  |
|  | 12. | Columbus Crew       | 33 | 32 | 8  | 9  | 15 | 30 | 42 | -12 |

Legenda:

      Vincitrice del MLS Supporters' Shield e ammessa agli MLS Cup Playoffs.

      Ammesse agli MLS Cup Playoffs.

## MLS Cup Playoffs

### Tabellone
|  | Semifinali di Conference | Semifinali di Conference | Semifinali di Conference |                |                 | Finali di Conference | Finali di Conference | Finali di Conference |  |  | MLS Cup 2006 | MLS Cup 2006    | MLS Cup 2006 |
|  |                          |                          |                          |                |                 |                      |                      |                      |  |  |              |                 |              |
|  | E1                       | D.C. United              | 1 2                      |                |                 |                      |                      |                      |  |  |              |                 |              |
|  | E4                       | N.Y. Red Bulls           | 0 1                      |                |                 |                      |                      |                      |  |  |              |                 |              |
|  | E4                       | N.Y. Red Bulls           | 0 1                      |                | E1              | D.C. United          | 0                    |                      |  |  |              |                 |              |
|  |                          |                          |                          |                | E1              | D.C. United          | 0                    |                      |  |  |              |                 |              |
|  |                          | E2                       | N.E. Revolution          | 1              |                 |                      |                      |                      |  |  |              |                 |              |
|  | E2                       | E2                       | N.E. Revolution          | 1              | N.E. Revolution | 0 2 (4)              |                      |                      |  |  |              |                 |              |
|  | E2                       |                          |                          |                | N.E. Revolution | 0 2 (4)              |                      |                      |  |  |              |                 |              |
|  | E3                       | Chicago Fire             | 1 2 (2)                  |                |                 |                      |                      |                      |  |  |              |                 |              |
|  |                          |                          |                          |                |                 |                      |                      |                      |  |  | E2           | N.E. Revolution | 1 (3)        |
|  |                          |                          | W2                       | Houston Dynamo | 1 (4)           |                      |                      |                      |  |  |              |                 |              |
|  | W1                       | FC Dallas                | 2 4 (4)                  |                |                 |                      |                      |                      |  |  |              |                 |              |
|  | W4                       | Colorado Rapids          | 1 3 4 (5)                |                |                 |                      |                      |                      |  |  |              |                 |              |
|  | W4                       | Colorado Rapids          | 1 3 4 (5)                |                | W4              | Colorado Rapids      | 1                    |                      |  |  |              |                 |              |
|  |                          |                          |                          |                | W4              | Colorado Rapids      | 1                    |                      |  |  |              |                 |              |
|  |                          | W2                       | Houston Dynamo           | 3              |                 |                      |                      |                      |  |  |              |                 |              |
|  | W2                       | W2                       | Houston Dynamo           | 3              | Houston Dynamo  | 1 2 3                |                      |                      |  |  |              |                 |              |
|  | W2                       |                          |                          |                | Houston Dynamo  | 1 2 3                |                      |                      |  |  |              |                 |              |
|  | W3                       | Chivas USA               | 2 0 2                    |                |                 |                      |                      |                      |  |  |              |                 |              |

### Semifinali di Conference

#### Andata
Eastern Conference
| Arbitro: | Michael Kennedy |

|  |           |           |
|  | Marcatori | 77’ Gómez |

| Arbitro: | Tim Weyland |

|          |           |  |
| Mapp 33’ | Marcatori |  |

Western Conference
| Arbitro: | Hilario Grajeda |

|           |           |                       |
| Cooke 23’ | Marcatori | 15’ Ruiz 55’ Thompson |

| Arbitro: | Jorge Gonzalez |

|                        |           |           |
| Razov 45’ Palencia 68’ | Marcatori | 75’ Ching |

#### Ritorno
Eastern Conference
| Arbitro: | Tim Weyland |

|           |           |              |
| Gómez 86’ | Marcatori | 70’ Altidore |

| Arbitro: | Jair Marrufo |

|                              |                      |                                  |
| Twellman 41’ Noonan 58’      | Marcatori            | 18’ Jaqua                        |
| Cancela Reis Noonan Twellman | Tiri di rigore 4 – 2 | Thiago Gutiérrez Herron Guerrero |

Western Conference
| Arbitro: | Abiodun Okulaja |

|                                             |                      |                                                       |
| Ruiz 48’ Goodson 92’                        | Marcatori            | 57’, 83’ Hernández 114’ Mathis                        |
| Ruiz O'Brien Mulrooney Vanney Valakari Sala | Tiri di rigore 4 – 5 | Mathis Hernández Kirovski Beckerman Karanka Mastroeni |

| Arbitro: | Michael Kennedy |

|                              |           |  |
| Davis 64’ (rig.) Ching 90+3’ | Marcatori |  |

### Finali di Conference
Eastern Conference
| Arbitro: | Kevin Scott |

|  |           |             |
|  | Marcatori | 4’ Twellman |

Western Conference
| Arbitro: | Brian Hall |

|                              |           |             |
| Dalglish 10’, 21’ Mullan 71’ | Marcatori | 4’ Kirovski |

### Finale MLS Cup
| Arbitro: | Jair Marrufo |

| |                      | |
| Twellman 113’ | Marcatori            | 114’ Ching |
| Joseph Reis Noonan Twellman Heaps | Tiri di rigore 3 – 4 | Gray Holden De Rosario Davis Ching |
| · Reis P · Heaps D · John D · Parkhurst D · 111’ Hernández D · 111’ Larentowicz C · 62’ Dorman C · 62’ Dempsey D · 53’ 16’ Franchino C · 53’ Smith A · Joseph C · Ralston C · Noonan A · Twellman A | Formazioni           | · P Onstad · D Waibel 103’ · D Cochrane 99’ 102’ · D Gray 102’ · D Robinson · D Barrett · C Mullan · C De Rosario · C Serioux 114’ · C Holden 114’ · C Davis 23’ · A Ching · A Dalglish 81’ · A Moreno 81’ |
| Steve Nicol | Allenatori           | Dominic Kinnear |

### Squadra Campione
- Houston Dynamo e D.C. United qualificati alla CONCACAF Champions' Cup 2007.

## Statistiche

### Classifica marcatori
| Pos. | Giocatore         | Squadra         | Gol |
| ---- | ----------------- | --------------- | --- |
| 1    | Jeff Cunningham   | Real Salt Lake  | 16  |
| 2    | Christian Gómez   | D.C. United     | 14  |
| 2    | Ante Razov        | Chivas USA      | 14  |
| 4    | Carlos Ruiz       | FC Dallas       | 13  |
| 5    | Landon Donovan    | L.A. Galaxy     | 12  |
| 6    | Brian Ching       | Houston Dynamo  | 11  |
| 6    | Kenny Cooper      | FC Dallas       | 11  |
| 6    | Dwayne De Rosario | Houston Dynamo  | 11  |
| 6    | Jaime Moreno      | D.C. United     | 11  |
| 6    | Taylor Twellman   | N.E. Revolution | 11  |